# En vanlig dag
En vanlig dag är en psalm vars text är skriven av Anders Frostenson 1970 och reviderad 1984. Musik är skriven 1992 av Lars Hernqvist.

## Publicerad i
- Psalmer i 90-talet som nr 869 under rubriken "Gemenskapen med Gud och Kristus"
- Psalmer i 2000-talet som nr 946 under rubriken "Gemenskapen med Gud och Kristus"